# Far Far Away
„Far Far Away“ je skladba anglické rockové skupiny Slade, která byla vydána jako singl v roce 1974 na propagaci jejich tehdy nadcházejícího filmu Slade in Flame. Objevila se také na stejnojmenném albu soundtracků. Skladbu napsal frontman skupiny Noddy Holder a baskytarista Jim Lea. Původní název skladby byl „Letting Loose Around The World“. Skladba dosáhla 2. místa v britském žebříčku UK Singles Chart, přičemž v první desítce se udržela 5 týdnů. Ve Spojeném království byla certifikována na stříbrnou organizací BPI.

## Formáty
7" singl
1. „Far Far Away“ – 3:33
2. „O.K. Yesterday Was Yesterday“ – 3:51

7" singl (německá reedice z roku 1993)
1. „Far Far Away“ – 3:33
2. „Skweeze Me Pleeze Me“ – 4:26

CD singl (německé vydání z roku 1993)
1. „Far Far Away“ – 3:34
2. „Mama Weer All Crazee Now“ – 3:41
3. „Skweeze Me Pleeze Me“ – 4:26

CD singl (německé vydání z roku 1993, cardboard verze)
1. „Far Far Away“ – 3:34
2. „Skweeze Me Pleeze Me“ – 4:26

## Pozice v žebříčcích
| žebříček (1974)               | umístění | celkově týdnů |
| ----------------------------- | -------- | ------------- |
| Australian ARIA Singles Chart | 23       |               |
| Belgian Singles Chart         | 24       | 3             |
| Dutch Singles Chart           | 13       | 7             |
| Finnish Singles Chart         | 12       |               |
| French Singles Chart          | 49       | 10            |
| German Singles Chart          | 8        | 15            |
| Irish Singles Chart           | 2        | 5             |
| New Zealand Singles Chart     | 16       |               |
| Norwegian Singles Chart       | 1        | 25            |
| UK Singles Chart              | 2        | 6             |

| žebříček (1993)      | umístění | celkově týdnů |
| -------------------- | -------- | ------------- |
| German Singles Chart | 19       | 18            |